# 姜洋
姜洋（1956年9月—），四川泸州人，中华人民共和国政治人物。

## 生平
1978年，考入四川大学经济学系，先后获得四川大学学士、西南财经大学经济学硕士和博士学位。1996年，聘为中国人民银行研究生部硕士研究生导师、教授。曾在经济日报社、金融时报社担任记者、编辑。1989年，进入中国人民银行总行工作，先后在中国人民银行任副处长、处长、办公厅副主任、非银行金融机构监管司副司长。1998年，进入中国证监会，任机构监管部主任。2001年7月，任上海期货交易所总经理、党委书记；2006年7月，任中国证券监督管理委员会主席助理；2006年8月至2009年4月，兼任期货监管部主任。2012年9月，任中国证券监督管理委员会副主席，2017年12月卸任。2018年1月，当选第十三届全国政协委员。